# اندیس سوخته در ۲
سوخته در ۲ یک اندیس فلزی است که در حوالی شهر فرومد استان خراسان قرار دارد و مادهٔ معدنی موجود در آن، کرومیت است.  